# Lineu de Paula Machado
Lineu de Paula Machado (Rio Claro, 27 de outubro de 1880 — 28 de setembro de 1942) foi um aristocrata e empresário brasileiro, fundador dos Haras São José e Expedictus.
Filho de Francisco Vilella de Paula Machado e Sebastiana Augusta de Mello Franco, esta neta do primeiro Visconde de Rio Claro. Fundou em 1906 junto com seu pai o Haras São José e Expedictus.
Casou em 1911 com Celina Guinle e foi pai de Francisco Eduardo de Paula Machado, Cândido Guinle de Paula Machado, Linneo Guinle de Paula Machado e Heloísa Guinle de Paula Machado.
Morreu em 1942, num desastre aéreo entre Rio e São Paulo, após assistir à vitória de uma égua de sua criação. Teria declarado, após a corrida: Agora já posso morrer.